# Peltidium aurivillii
Peltidium aurivillii is een eenoogkreeftjessoort uit de familie van de Peltidiidae. De wetenschappelijke naam van de soort is voor het eerst geldig gepubliceerd in 1901 door Cleve.